# Дубров Борис Іванович
Бори́с Іва́нович Дубро́в (нар. 09 травня 1930, Березівка, Одеська область, Українська РСР, СРСР) — український журналіст.
(пом. 22 травня 2023, Одеса, Україна
```
Член Спілки журналістів СРСР.
```

## Життєпис
Борис Іванович Дубров народився в сім'ї робітника. 1949 року закінчив Одеський технікум радянської торгівлі (нині — Одеський коледж економіки, права та готельно-ресторанного бізнесу). Після цього працював інспектором облторгу в Тернополі. Від 1950 року — завідувач відділу культури тернопільської обласної газети «Вільне життя». Після служби в Радянській армії, від 1954 року Дубров працював в одеській обласній газеті «Чорноморська комуна» (нині «Чорноморські новини»). З невеликими перервами пропрацював у цій газеті понад тридцять років.
Закінчив заочно філологічний факультет Одеського державного університету. Був членом КПРС із 1952 року.
Має двох дітей — сина та доньку, онука та онучку. Син, Микола Борисович Дубров, також журналіст — редактор журналу «Суднобудування та судноремонт». Онук, Гліб Миколайович Дубров — адвокат в Одесі.

## Доробок
Перші публікації Дуброва з'явилися на сторінках районної газети «Степова комуна» (Березівка). 1949 року почав друкувати нариси й оповідання в газетах України. Від 1959 року друкувався в центральній періодичній пресі СРСР.
Автор збірок нарисів і оповідань «У великому поході» (1961), «Чорноморська квітка» (1965), «Євген Овчар» (1966), «Повість про хоробрих» (1967), «Солдатська слава» (1970), збірки новел «Призьба Посмітного», збірки гуморесок «З кожної епохи — сміху потрохи» (2005).
2007 року в одеському видавництві «Астропринт» вийшла книжка Бориса Дуброва «Все, що мав у житті…» Автор визначив її жанр як «документальна повість-спогад ветерана української журналістики». Це двадцята книга Бориса Івановича.

## Відзнаки
- Лауреат премії імені Євгена Петрова за книжку «Солдатська слава».
- Лауреат премії імені Макара Посмітного за книжку «Призьба Посмітного».
- Лауреат Всеукраїнського журналістського конкурсу 2001 року за твори «Любимець моря» та «На поклик Вітчизни».